# Liezi

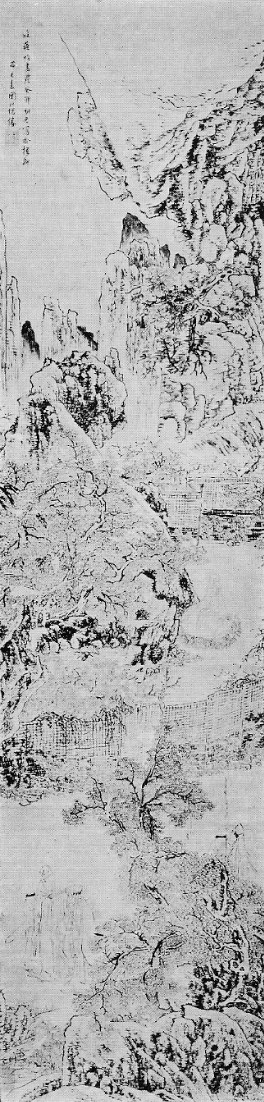
"Liezi em uma paisagem", pintura de 1814 do chinês Su Renshan

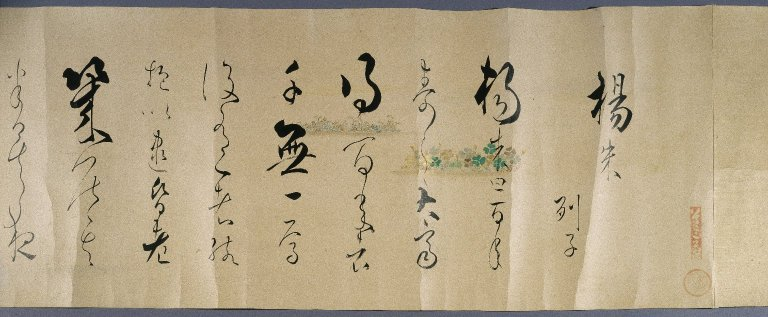
Trecho do capítulo Yang-chu do Liezi, pelo japonês Kojima Soshin por volta de 1651

Liezi, Lie-Tzu, Lie-tsé ou Lieh-tsé(Chinês: 列子; Pinyin: Lièzĭ; Wade-Giles: Lieh Tzu) foi um importante filósofo taoista chinês, bem como do livro que escreveu, o qual constitui um dos três livros clássicos do taoismo (os outros dois são o Tao Te Ching e o Zhuangzi). Também chamado Lie Yukou (Chinês: 列圄寇 ou 列禦寇; Pinyin: Lìe Yǔkòu; Wade-Giles: Lieh Yü-k'ou), Liezi teria vivido aproximadamente no século V a.C., durante o período das Cem Escolas de Pensamento.
Lie Yukou teria sido um filósofo, um rapsodo, um poeta da China antiga, que reuniu vários textos taoistas e confucionistas e que, deles, retirou princípios filosóficos de grande importância na formação cultural chinesa.
Modernamente, acredita-se que o livro tenha sido compilado entre os séculos IV e I a.C.
No Brasil, a tradução deste livro atribuído a Lie Yukou recebeu o título de "Tratado do Vazio Perfeito".

## Conteúdo
Os oito capítulos do Liezi:
| Capítulo | Chinês | Pinyin       | Tradução                             |
| 1        | 天瑞   | Tian Rui     | Presentes do céu - cosmogônia        |
| 2        | 黃帝   | Huang Di     | O imperador amarelo                  |
| 3        | 周穆王 | Zhou Mu Wang | O rei Mu de Zhou                     |
| 4        | 仲尼   | Zhong Ni     | Confúcio                             |
| 5        | 湯問   | Tang Wen     | As questões de Tang                  |
| 6        | 力命   | Li Ming      | Empenho e destino                    |
| 7        | 楊朱   | Yang Chu     | Yang Chu                             |
| 8        | 說符   | Shuo Fu      | Explicando condições - a causalidade |

A maioria dos capítulos do Liezi receberam seus títulos de personagens famosos da história e da mitologia da China, como os sábios governantes Imperador Amarelo, rei Tang de Shang e rei Mu de Zhou, ou filósofos como Confúcio e Yang Zhu.
Quando comparado aos escritos filosóficos de Laozi e às narrativas poéticas de Zhuangzi, o Liezi é, geralmente, considerado o mais prático dentre os principais textos taoistas.